# Jirny
Jirny település Csehországban, a Kelet-prágai járásban. Jirny Šestajovice, Úvaly, Horoušany, Nehvizdy, Zeleneč és Prága településekkel határos. Lakosainak száma 3218 fő (2024. január 1.).

## Népesség
A település lakosságának változását az alábbi diagram mutatja:
| Lakosok száma | 1147 | 1167 | 1388 | 1781 | 1469 | 1331 | 2745 | 2867 | 2988 | 3218 |
|               | 1869 | 1890 | 1921 | 1950 | 1980 | 2001 | 2017 | 2019 | 2022 | 2024 |